# Principi de Peter

Representació gràfica del principi de Peter

El principi de Peter és un principi formulat per Laurence J. Peter en el seu llibre The Peter Principle, de 1969.
| « | En una organització les persones que fan bé la seva feina són promocionades a llocs de més responsabilitat una vegada i una altra fins que arriben al seu nivell d'incompetència. | » |

## Crítica
Aquest principi ha estat criticat, entre d'altres per Peter F. Drucker:
| «                  | Hem de rebutjar el principi de Peter, que diu que les persones promocionen fins al seu nivell d'incompetència. Qui s'equivoca és el cap si promociona una persona no preparada per a una determinada feina. | » |
| — Peter F. Drucker | |   |

La popularitat del principi dugué la BBC a crear una sèrie amb aquest nom el 1995.